# Stay Hungry
Stay Hungry er det tredje album af det amerikanske heavy metalband Twisted Sister. Albummet blev udgivet den 10. maj 1984 og indeholder bandets to største hits, "We're Not Gonna Take It" og "I Wanna Rock" samt balladen "The Price."
På forsiden, holder forsanger, Dee Snider, et stort kødben.

## Spor
1. "Stay Hungry" – 3:03
2. "We're Not Gonna Take It" – 3:38
3. "Burn in Hell" – 4:43
4. "Horror-Teria: The Beginning" – 7:45
  1. "Captain Howdy" – 3:44
  2. "Street Justice" – 3:58
5. "I Wanna Rock" – 3:06
6. "The Price" – 3:48
7. "Don't Let Me Down" – 4:26
8. "The Beast" – 3:30
9. "S.M.F." – 3:00